# 小樽港
43°12′9″N 141°0′47″E / 43.20250°N 141.01306°E

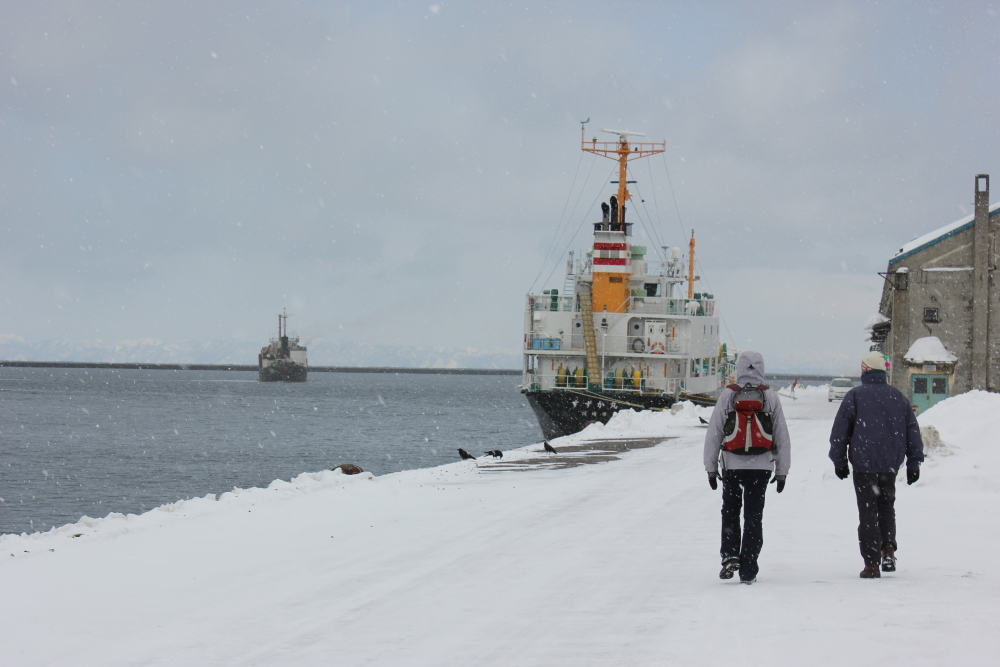
冬季小樽港

小樽港（日语：／ Otaru Ko）是一個位於日本北海道小樽市的港灣。港灣管理單位是小樽市。在日本港灣法上，小樽港被指定為重要港灣。在港則法上，小樽港則被指定為特定港。

## 概要

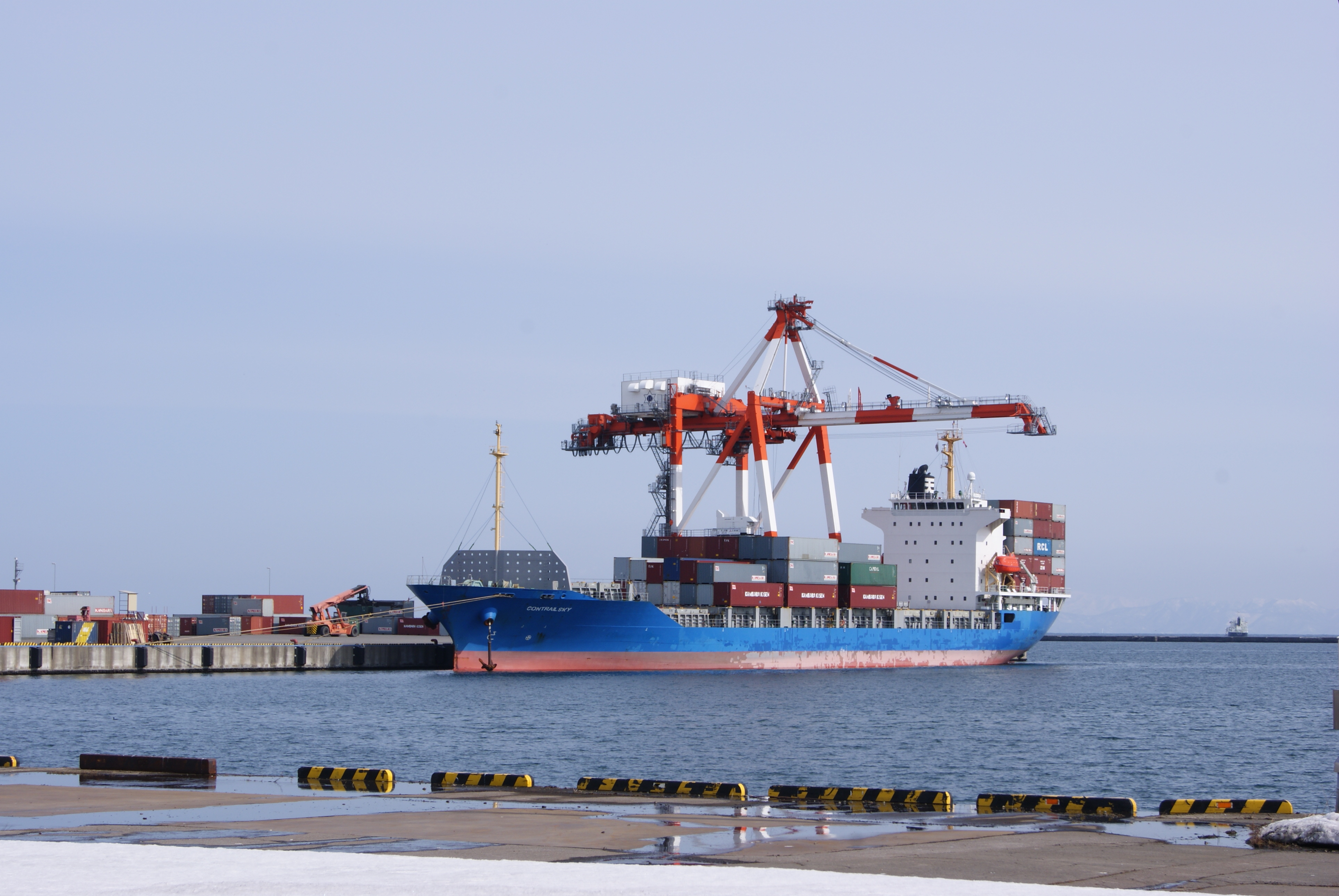
停泊中的集裝箱船

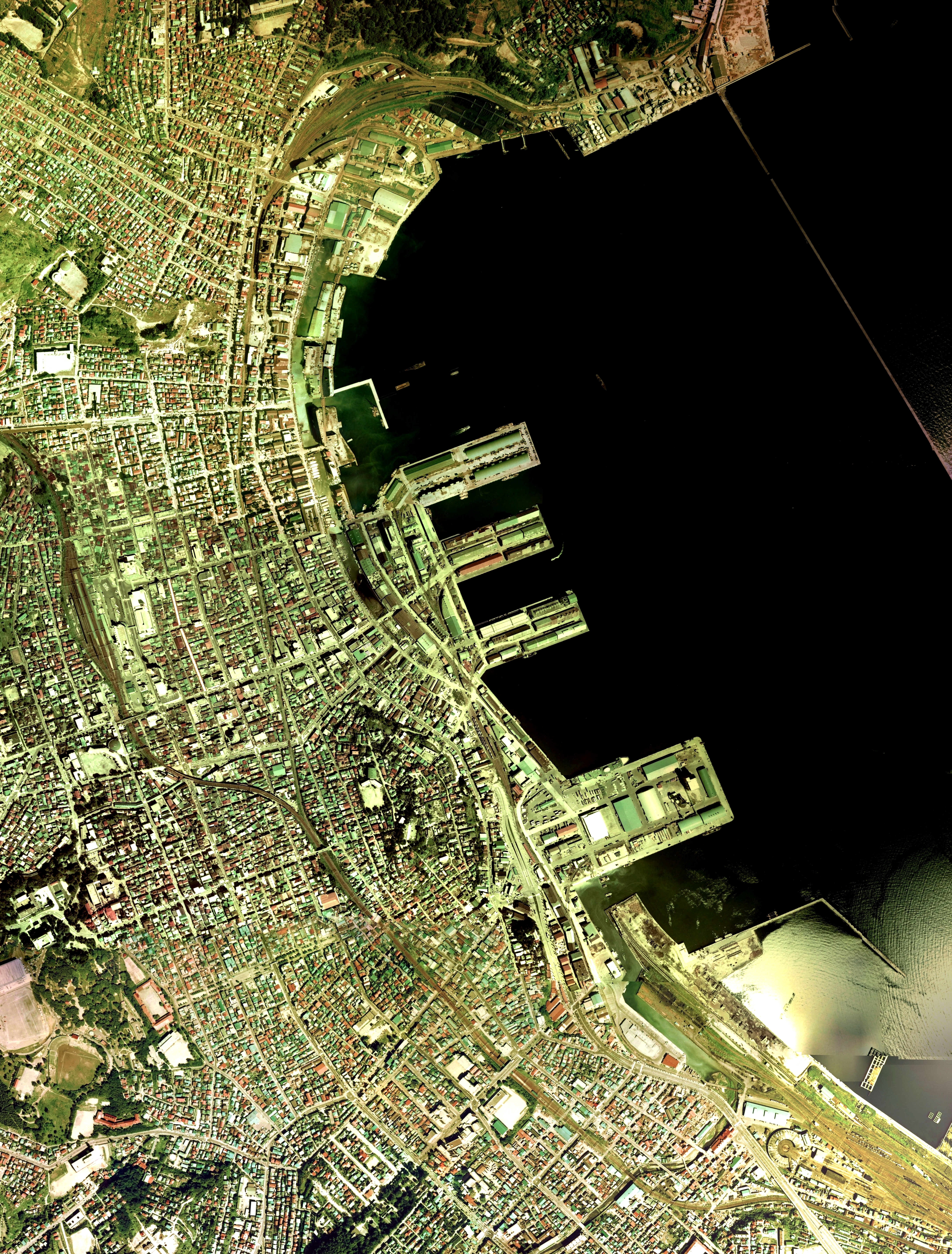
小樽港附近的航空照片。拍攝於1976年，由12枚照片合成而成。
。

小樽港位於北海道石狩灣的西海岸，港口地形整體朝東開放。港區範圍北起茅柴岬，南至平磯岬。港口區域面積約571公頃，其中被防波堤保護的地區的面積約285公頃，僅次於室蘭港、苫小牧港、釧路港，是北海道面積第4大港口。小樽港的北、西、南三面都被山地包圍，港內波浪起伏較為穩定，是一座天然良港。加上以北海道政治經濟的中心都市札幌市為中心的道央地區是小樽港的腹地，使得小樽港作為日本海沿岸的流通據點港發揮着重要的作用。
隨著石狩煤田的開發，小樽港最初是以一座煤炭輸出港開始其發展歷程的。自1899年（明治32年）開港以來，小樽港就作為北海道開發的據點得到發展。1951年，小樽港被指定為重要港口。然而，在戰後隨著能源革命的進展使得主要能源由煤炭變為石油。加上日本對庫頁島、俄羅斯貿易的減少；日本海航路的整理縮小；太平洋沿岸苫小牧港的發展；加上附近石狩灣新港新港的開發，使得小樽港作為道央地區港口的地位大幅下降。
小樽港和新潟港、敦賀港（福井縣）、舞鶴港（京都府）之間曾開設有新日本海渡輪的定期渡輪航路。但在1999年，新潟航路的部分船舶轉往苫小牧港。2002年，敦賀航路的部分船舶也轉往苫小牧港。剩下的航路也陸續削減班次，在最近10年內貨物量已經減少幾乎一半。
2010年，小樽港雖然未能被選入重点港灣（被選入的是附近的石狩灣新港），但在2011年被選入外航郵輪的日本海沿岸據點港。小樽港現在正在和伏木富山港及舞鶴港合作，推動環日本海郵輪實現品牌化（2013年時，秋田、船川、能代港和境港也參與其中）。自2008年開始，小樽港連續5年成為北海道的港口中郵輪停留次數最多的港口。2012年達到20次，創下新高。小樽市為了對應郵輪入港次數增加和郵輪客船大型化的趨勢，正在建設可容納最大15万噸級客船入港的客船用岸壁。迄今為止，在小樽港停留的最大的客船是太陽公主號，噸位為77,441噸。

## 歷史

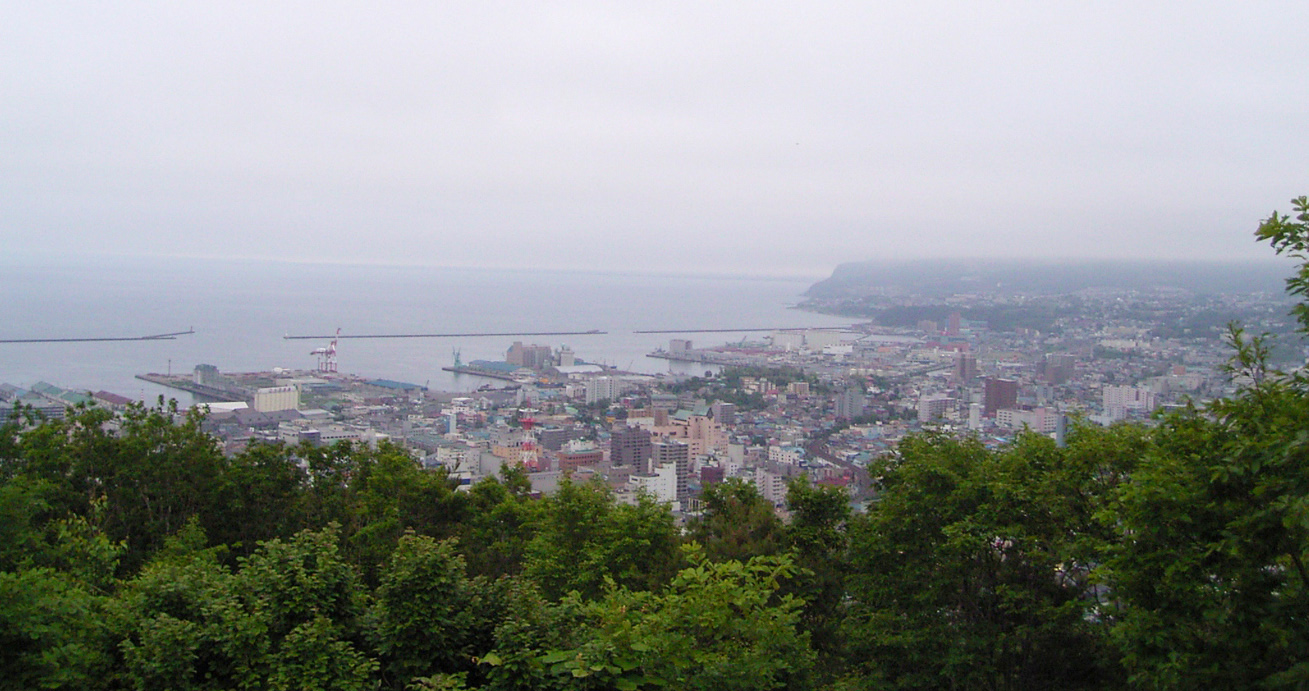
自小樽市富岡的旭展望台看到的小樽港

小樽港的歷史開始於1872年，北海道開拓使在當時的色內村修建了石造的碼頭，並在1873年完成。1889年，小樽港被指定為特別輸出港。1895年，學者廣井勇被任命人小樽築港計劃的主導者。廣井勇是當時日本土木工程界的權威人士，對小樽築港貢獻卓著。1899年，小樽港被指定為外國貿易港，這也宣告小樽正式開港。1908年，小樽港修築了北防波堤，這也是日本最早的真正的混凝土製防波堤，並宣告小樽港第一期築港工程完成。之後小樽港又在1921年修築了完成南防波堤，並在1926年完成了第二期防波堤工程。1931年，小樽港舉辦了舉辦小樽海港博覧会，並在六年後完成了第1號碼頭且舉辦了開道70年北海道大博覧會。小樽港進入了戰前的全盛時期。
進入戰後之後，小樽港在1949年舉辦了開港50周年港祭，並在次年完成了完成第2號碼頭，港灣規模進一步擴大。1951年，小樽港被指定為重要港灣。1954年，小樽港完成了第3號碼頭一期工程。1970年8月，小樽港開通了至舞鶴、敦賀之間的長距離渡輪，這也是日本首個長距離渡輪航線。在四年之後，又開通了小樽和新潟之間的長距離渡輪。在戰後時期，除了貨運之外，客運和觀光也成為小樽港的主要機能。1990年，小樽港遊艇碼頭宣布開業，加上港口地區多個商業和觀光設施開發計劃的實施，小樽港正試圖開拓新的港口功能。在維持物流機能的同時，也希望能發展觀光和休閒機能。

## 港口現狀
小樽港現在有兩條日本國內的定期客運渡輪航線，分別是小樽和舞鶴之間的航線（每日運航），以及小樽和新潟之間的航線（除禮拜一外每日運航）。此外小樽和敦賀之間還有只在特定日運行的航線。在貨運方面，小樽港自2002年9約開始運行小樽與中國之間的定期集裝箱航線。
而在港口設施方面，小樽港現在有六個主要碼頭，分別是港町碼頭、第二號碼頭、第三號碼頭、中央碼頭、勝納碼頭、色內碼頭。2012年，小樽港的貨運進出口量達1124.7萬噸。小樽港內的貿易以日本國內貿易為主。除了供大型貨船和客船停留的碼頭之外，小樽港內還有供遊艇等小型船舶停靠的碼頭。小樽港的遊艇碼頭位於港口區域的南部，可停靠300艘遊艇，是北海道第二大遊艇碼頭。小樽港也有漁港的機能。小樽市內的漁港中，高島漁港區即被劃入小樽港的範圍之內。

## 外部連結
- 小樽港について （页面存档备份，存于） - 小樽市
- クルーズ船 （页面存档备份，存于） - 小樽市